# Stockholm (Dakota du Sud)
Pour les articles homonymes, voir Stockholm (homonymie).
Stockholm est une municipalité américaine située dans le comté de Grant, dans l'État du Dakota du Sud.
Fondée en 1896, la localité est nommée en référence à la capitale de la Suède par des immigrants suédois.

## Démographie
| 1930 | 1940 | 1950 | 1960 | 1970 | 1980 |
| ---- | ---- | ---- | ---- | ---- | ---- |
| 130  | 114  | 114  | 155  | 116  | 95   |

| 1990 | 2000 | 2010 | - | - | - |
| ---- | ---- | ---- | - | - | - |
| 89   | 105  | 108  | - | - | - |

Selon le recensement de 2010, Stockholm compte 108 habitants. La municipalité s'étend sur 0,44 milles carrés (1,14 km2).